# Angelo Comastri
Angelo Comastri (Sorano, 17. rujna 1943.) talijanski je prelat Katoličke Crkve. Bio je nadsvećenik Bazilike svetog Petra od 2006. do 2021., te generalni vikar za Grad Vatikan i predsjednik Radionice svetog Petra od 2005. do 2021. Prethodno je služio kao biskup biskupije Massa Marittima-Piombino (1990.–1994.) i teritorijalni prelat Loreta (1996.–2005.). Kardinalom je imenovan 2007. godine.
Comastri je sudjelovao na papinskoj konklavi na kojoj je izabran papa Franjo. Nakon deset godina kao kardinal-đakon, 19. svibnja 2018. uzdignut je u čin kardinala-svećenika.